# 열대플라이쥐
열대플라이쥐(학명: Otomys tropicalis)는 설치류의 일종이다. 부룬디와 콩고민주공화국, 케냐, 르완다, 남수단, 우간다에서 발견된다. 자연 서식지는 아열대 또는 열대 계절성 습윤 기후 지역의 홍수림 초원과 아열대 또는 열대 기후 지역의 고지대 초원과 습지, 플랜테이션이다.